# 47. Landwehr-Division (3. Königlich Sächsische)
Die 47. Landwehr-Division (3. Königlich Sächsische) war ein Großverband der Sächsischen Armee im Ersten Weltkrieg.

## Gefechtskalender
Die Division wurde im Herbst 1916 aus der verstärkten 47. Landwehr-Infanterie-Brigade im Bereich des XII. (Königlich Sächsisches) Reserve-Korps an der Westfront gebildet. Ende Mai 1917 wurde sie aus der Front gezogen und in den Osten verlegt. Dort verblieb der Verband über das Kriegsende hinaus als Polizei- und Besatzungsmacht. Nach Rückführung in die Heimat erfolgte ab Februar 1919 die Demobilisierung in Leipzig und dann die Auflösung der Division.

### 1916
- ab 10. Oktober – Kämpfe an der Aisne

### 1917
- bis 25. Februar – Kämpfe an der Aisne
- 25. Februar bis 15. März – Stellungskämpfe bei Roye-Noyon
- 16. März bis 12. April – Kämpfe vor der Siegfriedfront
- 14. April bis 20. Mai – Frühjahrsschlacht bei Arras
- 21. bis 31. Mai – Reserve der 6. Armee bei Arras
- 31. Mai bis 4. Juni – Abtransport nach dem Osten
- 04. bis 21. Juni – Stellungskämpfe in Ostgalizien
- 26. Juni bis 11. September – Stellungskämpfe an der oberen Schtschara-Serwetsch
- 12. September bis 14. Dezember – Stellungskämpfe an der oberen Schtschara-Serwetsch-Njemen
- 15. bis 17. Dezember – Waffenruhe
- ab 17. Dezember – Waffenstillstand

### 1918
- bis 18. Februar – Waffenstillstand
- 18. Februar bis 21. Juni – Kämpfe zur Unterstützung der Ukraine
  - 29. März bis 8. Mai – Bandenkämpfe östlich Gomel
- 22. Juni bis 15. November – Besetzung der Ukraine
- ab 16. November – Räumung der Ukraine

### 1919
- bis 16. März – Räumung der Ukraine

## Gliederung

### Kriegsgliederung vom 15. Juni 1917
- 47. Landwehr-Infanterie-Brigade
  - Landwehr-Infanterie-Regiment Nr. 104
  - Landwehr-Infanterie-Regiment Nr. 106
  - Landwehr-Infanterie-Regiment Nr. 391
  - 2. Eskadron/3. Königlich Sächsisches Husaren-Regiment Nr. 20
  - Landwehr-Feldartillerie-Regiment Nr. 19
  - Stab Pionier-Bataillon Nr. 447
    - 1. Reserve-Kompanie/Pionier-Bataillon Nr. 22
    - 6. Kompanie/Pionier-Bataillon Nr. 22

  - Minenwerfer-Kompanie Nr. 347
  - Scheinwerferzug Nr. 382
  - Fernsprech-Abteilung Nr. 208
  - Feldsignal-Trupp Nr. 320
  - Feldsignal-Trupp Nr. 426

### Kriegsgliederung vom 5. März 1918
- 47. Landwehr-Infanterie-Brigade
  - Landwehr-Grenadier-Regiment Nr. 100
  - Landwehr-Infanterie-Regiment Nr. 104
  - Landwehr-Infanterie-Regiment Nr. 106
  - 2. Eskadron/3. Königlich Sächsisches Husaren-Regiment Nr. 20
  - Landwehr-Feldartillerie-Regiment Nr. 19
- Divisions-Nachrichten-Kommandeur Nr. 547

## Kommandeure
| Dienstgrad           | Name             | Datum                           |
| -------------------- | ---------------- | ------------------------------- |
| Generalleutnant z.D. | Friedrich Müller | 07. Juni 1916 bis Ende Mai 1918 |
| Generalmajor         | Max Einert       | Ende Mai 1918 bis März 1919     |